# Leandro Benítez
Leandro Damián Benítez (Ensenada, 5 aprile 1981) è un allenatore di calcio ed ex calciatore argentino, di ruolo centrocampista.

## Caratteristiche tecniche
Giocava come esterno sinistro.

## Carriera
Nato ad Ensenada, è cresciuto nel settore giovanile dell'Estudiantes (LP), squadra di cui è diventato bandiera giocandovi dal 2000 al 2013 (fatta eccezione per due prestiti a Quilmes ed Olimpo.

## Palmarès

### Giocatore

#### Competizioni nazionali
- Campionato argentino: 2

Estudiantes: 2006 (A), 2010 (A)

#### Competizioni internazionali
- Coppa Libertadores: 1

Estudiantes: 2009